# 디미트리 페트라토스
디미트리 페트라토스(영어: Dimitri Petratos, 1992년 11월 10일 ~ )는 오스트레일리아의 축구 선수로, 포지션은 공격형 미드필더이다. 현재 A리그 웨스턴 시드니 원더러스 소속이다. 2017 시즌 울산 현대에서 뛴 적도 있다.

## 클럽 경력
2009년 프로 축구 무대에 데뷔하여 오스트레일리아 A리그에서 120경기에 출전해 20골을 기록했으며, 2012년부터 2013년까지는 말레이시아 클란탄 FA로 이적해 11경기에서 8골을 득점했다. 그리고, 2013-14 시즌에서 브리즈번 로어로 이적하면서 팀의 더블 우승을 이끌어냈다.
또한, 오스트레일리아 청소년 대표팀(U-17, U-20, U-23)을 거쳤으며, 2010년 아시아축구연맹(AFC) 19세 이하 선수권 준우승에 기여하였고, 어린 나이에도 불구하고 오스트레일리아 A리그에서 100경기 이상 출전하는 등 경기 경험도 갖췄다.
2017년 2월 7일에 울산 현대로 이적했지만, 울산에서 큰 활약을 보이지 못했고, 상호 합의 하에 계약을 해지하였다.
그 후, 페트라토스는 고국인 호주로 복귀했다.